# Pim Sierks

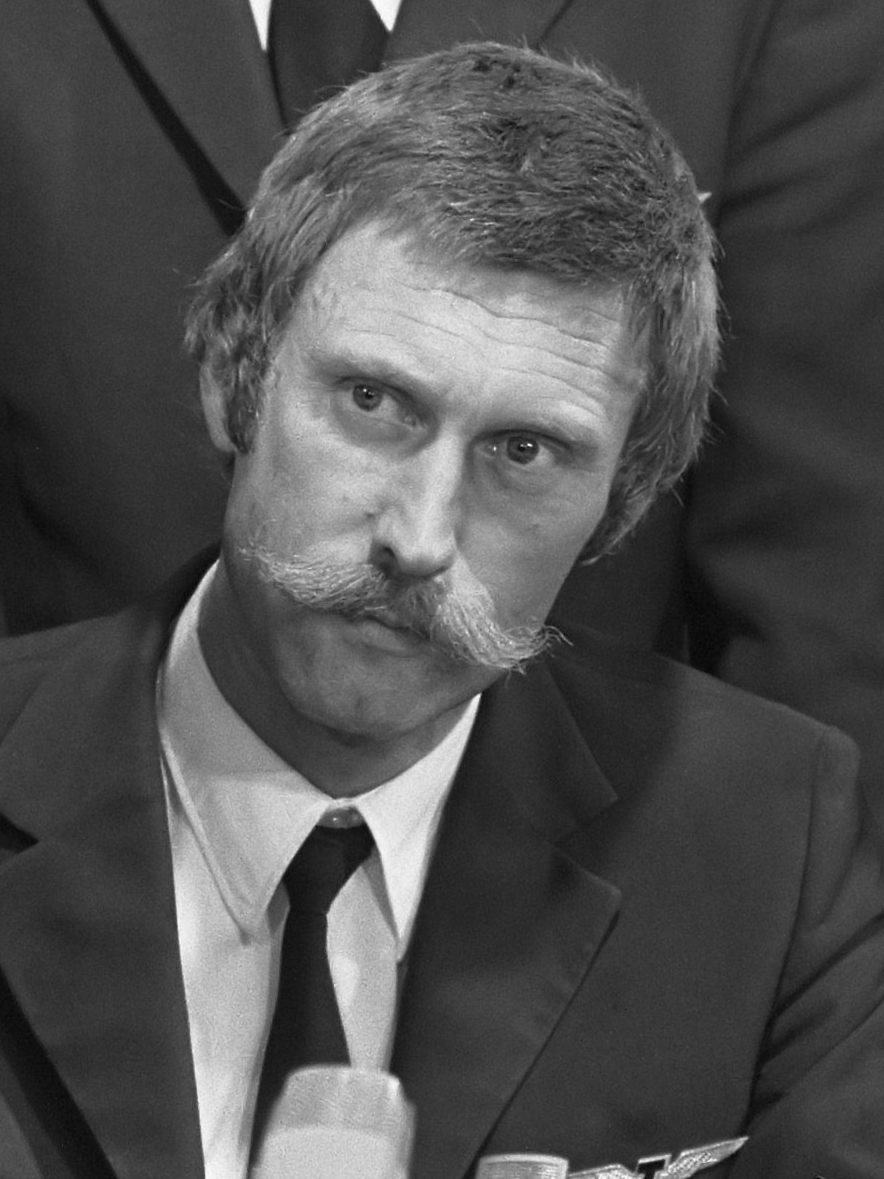
Pim Sierks (1974)

Henderikus (Pim) Sierks (Haren (Groningen), 10 maart 1932 – Haslemere, 7 november 2024) was een Nederlandse piloot, die nationale bekendheid kreeg als gezagvoerder van het vliegtuig waarmee de daders van de gijzeling in de Franse ambassade in Den Haag in 1974 werden vervoerd.

## Biografie
Sierks begon als zweefvlieger en piloot van sportvliegtuigjes. Hij nam dienst bij de Koninklijke Luchtmacht en kreeg een opleiding bij de Royal Canadian Air Force. Hij vloog onder meer met de Hawker Hunter straaljager, waarmee hij op 3 februari 1959 een ongeval had tijdens de start. Sierks bleef ongedeerd. Hij werkte na zijn vertrek bij de luchtmacht enkele jaren in Afrika waar hij als bushpilot vloog bij luchtvaartmaatschappij Aero Contractors Company of Nigeria. Van 1967 tot zijn pensionering op 5 maart 1992 werkte Sierks als piloot bij luchtvaartmaatschappij Transavia. Eind jaren 1960 voerde hij verscheidene vluchten uit tijdens de Biafraoorlog in het kader van Joint Church Aid om voedselhulp te bieden aan de hongerende bevolking van Biafra. Pim Sierks trouwde in 1977 voor de tweede keer. Eind jaren 70 verhuisde hij naar Zuid-Engeland. Hij had drie kinderen. Zijn 28-jarige zoon Roy kwam op 27 juli 1989 om het leven toen zijn vliegtuig boven de Veluwe neerstortte.
Sierks overleed op 7 november 2024 op 92-jarige leeftijd.

## Gijzeling Franse ambassade

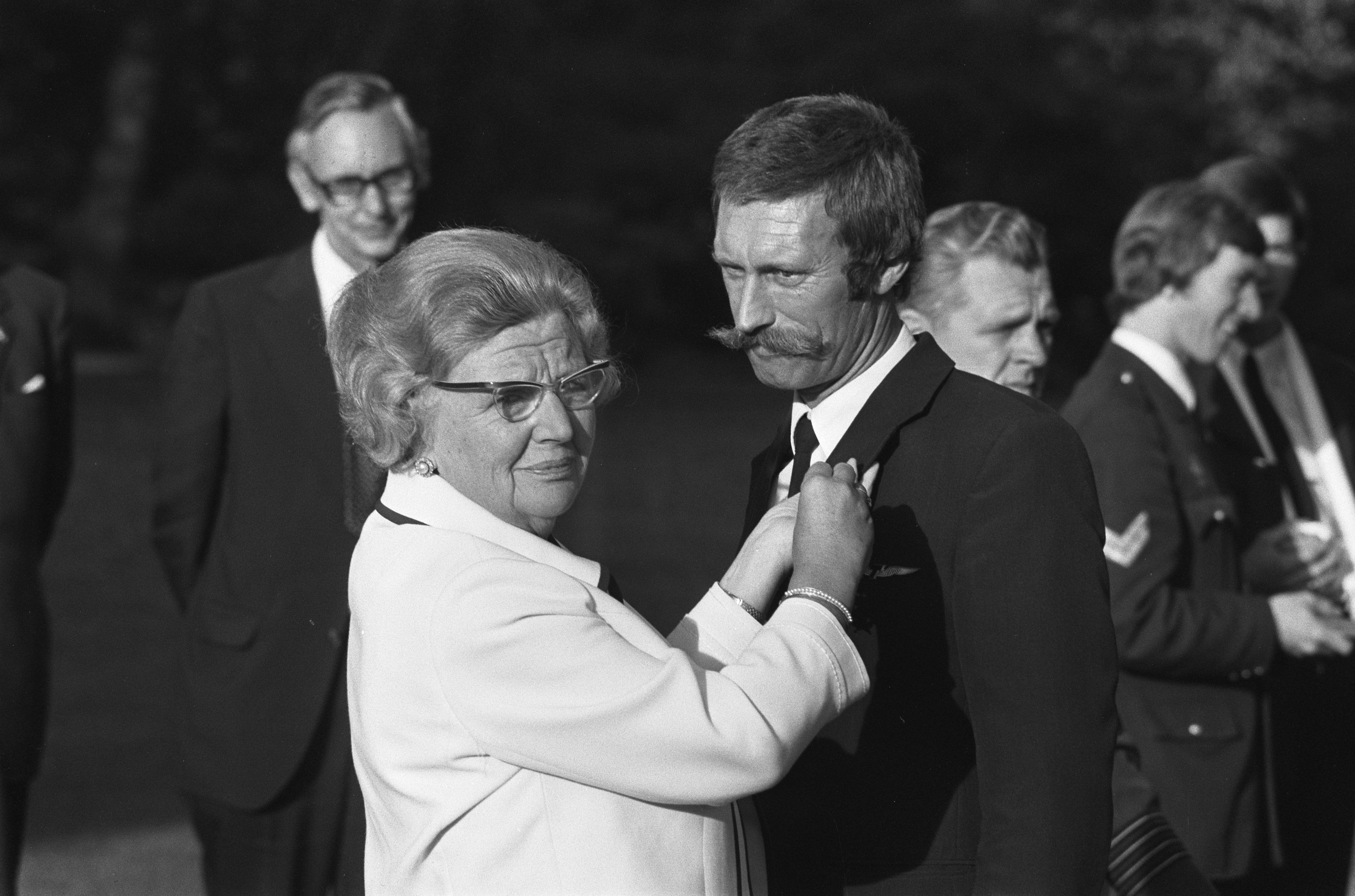
Sierks wordt door koningin Juliana benoemd tot ridder in de Orde van Oranje-Nassau.

In aansluiting op de gijzeling in de Franse ambassade Den Haag in 1974 door het Japanse Rode Leger, werd door de Franse regering een Boeing 707 geleverd om tegemoet te komen aan een van de eisen van de gijzelnemers. Het vliegtuig werd echter zonder bemanning geleverd. 
In Nederland vloog alleen Transavia met Boeing-vliegtuigen. Door Transavia-directeur John Block werd vlieger Pim Sierks aangezocht als gezagvoerder voor de vlucht met de gijzelnemers. Als copiloot koos Sierks Ruud van der Zwaal en als boordwerktuigkundige Bernie Knight. Omdat de Japanners de beoogde bestemming niet wilden noemen, maar Sierks die wel nodig had voor een veilige vluchtvoorbereiding, werd afgesproken dat hij de gijzelnemers in de ambassade zou bezoeken waarbij hij zijn erewoord gaf om de bestemming aan niemand door te vertellen in ruil voor de toezegging dat hem en zijn bemanning niks zou overkomen. De gijzelnemers bleken naar Aden (Zuid-Jemen) te willen vliegen.
De Boeing 707 vertrok van Schiphol met bestemming Aden. De gijzelnemers hadden erop gerekend hier toegang te zullen krijgen. De Boeing 707 mocht hier landen om bij te tanken, maar moest echter zo snel mogelijk weer vertrekken. Als resultaat van de diplomatieke onderhandelingen op de achtergrond kon het toestel naar Damascus, waar de gijzelnemers geaccepteerd zouden worden mits ze ongewapend naar buiten zouden komen. Uiteindelijk werd Damascus geaccepteerd. De wapens en het geld dat de Fransen aan de gijzelaars hadden gegeven leverden ze voor het verlaten van het toestel bij de bemanning in. De bemanning droeg het geld weer over aan de Franse ambassadeur in Damascus.
Sierks haalde met dit optreden de wereldpers en werd door koningin Juliana benoemd tot ridder in de Orde van Oranje-Nassau.

## Trivia
Op de vluchten naar Mombassa meldde Sierks de passagiers altijd als het vliegtuig de evenaar passeerde. Daarbij gaf hij dan een rukje aan de stuurknuppel.